# Светлогорский историко-краеведческий музей
Светлогорский историко-краеведческий музей (бел. Светлагорскі гісторыка-краязнаўчы музей) — музей в городе Светлогорске Гомельской области Беларуси.

## История
«Музей истории города Светлогорска» был основан 30 декабря 1978 года как общественный музей.
В 1979 году музей получил статус государственного учреждения «Музей истории города» (Решение Гомельского облисполкома № 629 от 05.11.1979).
1 февраля 2010 года музей переименован в государственное учреждение культуры «Светлогорский историко-краеведческий музей».
В 2015 году была открыта экспозиция «Операция Багратион», которая знакомит с документами, экспонатами времён Великой Отечественной войны.

## Деятельность

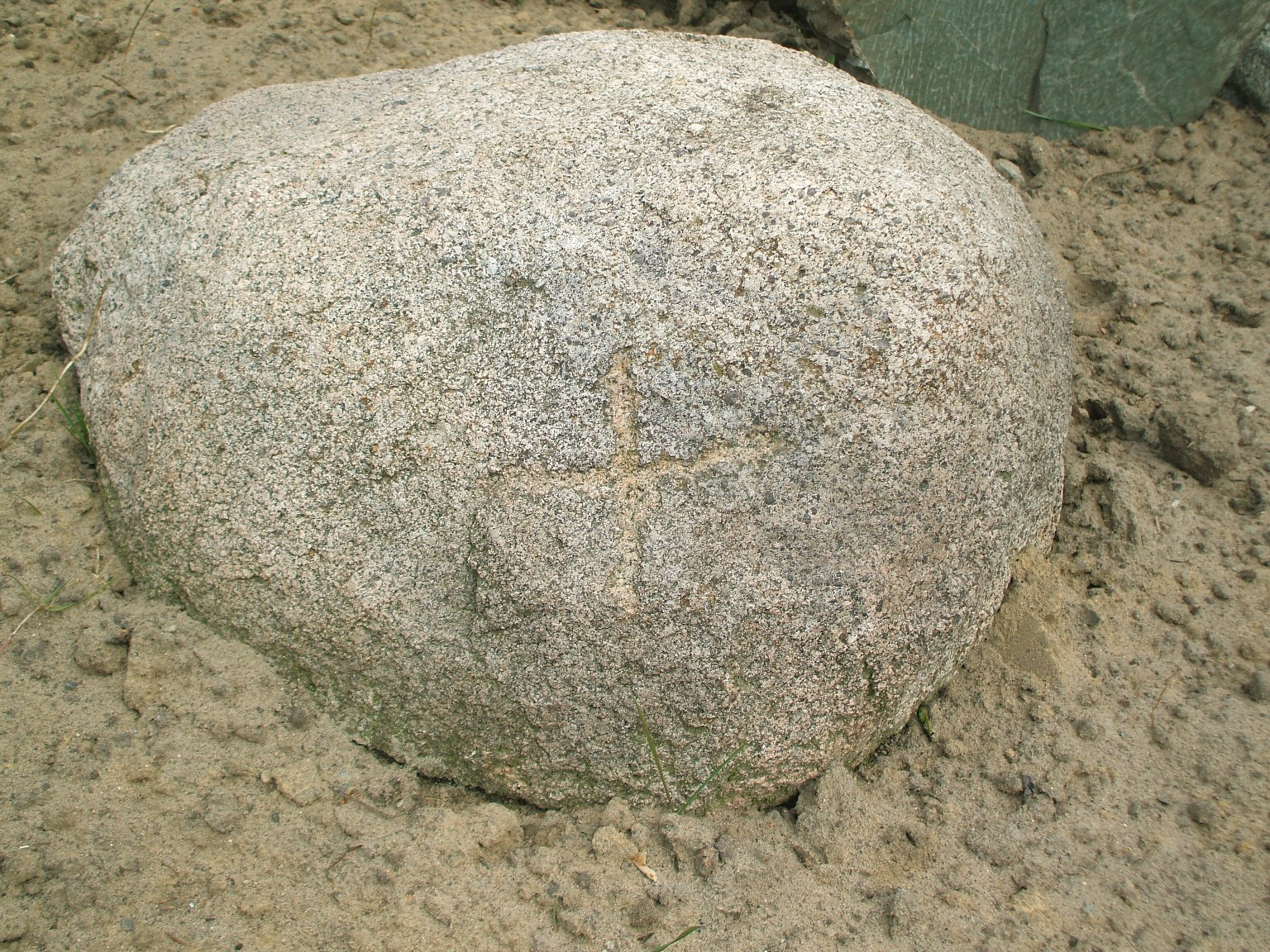
Королевослободский камень с крестом, XVII век

На первом этаже музея в экспозиционных залах можно познакомиться с природой и экологией, археологией и этнографией Светлогорского района, представлены темы Великой Отечественной войны. На втором этаже экспозиция знакомит о развитии промышленности Светлогорщины, раскрывает тему воинов-интернационалистов.
Миссия Светлогорского историко-краеведческого музея: собирать и изучать, сохранять природное и историко-культурное наследие Светлогорского района.
В фондах музея хранятся образцы женской и мужской одежды (конца ХIХ — начала XX в.): рубахи, безрукавки, передники, головные уборы, обувь, также есть коллекция поясов конца XIX века из деревни Карповичи Светлогорского района и коллекция предметов быта и этнографии.
В фондах музея имеются печатные издания, среди которых уникальным является Энциклопедический словарь под редакцией профессора И. Е. Андриевского.
В музейном собрании есть фотодокументы по истории Паричского женского училища духовного ведомства и подлинный альбом женского училища (1910 года).
На территории музея расположен Королёвослободский камень с крестом.

## Филиал
- Музей боевой и трудовой славы имени А. К. Пищалова  в агрогородке Чирковичи.
- Филиал «Памятный знак в честь операции «Багратион» времён Великой Отечественной войны». Музейный комплекс представлен образцами военной техники и вооружения, установлен советский танк ИС-3 и дивизионная пушка Д-44 (85 мм)[2].
- Филиал музея «Мемориальный комплекс «Ола». Урочище Ола Чирковичского сельсовета.